# Parada de Arriba
Parada de Arriba – gmina w Hiszpanii, w prowincji Salamanka, w Kastylii i León, o powierzchni 17,81 km². W 2011 roku gmina liczyła 264 mieszkańców.